# WISH (NCT WISHの曲)
「WISH」（ウィッシュ）は、韓国のボーイズグループ・NCT WISHの1作目のシングル。avex traxから日本盤が2024年2月28日に、カカオエンターテインメントから韓国盤が2024年3月4日に発売された。

## 概要
- リアリティ番組『NCT Universe: LASTART』を通じて結成された、NCT最後の派生ユニット・NCT WISHのデビューシングル。
- デビュー曲「WISH」とB面曲「Sail Away」が収録されている。
- BoAがプロデューサーとして参加している。
- 2024年3月12日放送のSBS M『THE SHOW』にて、グループ初の音楽番組1位を獲得した[13]。

## コンセプト
| 「                                           | NCTというネオな世界観をもつグループの中で、NCT WISHのメインコンセプトを「清涼感」に設定しました。デビュー曲もイージーリスニングであるべきだと思い、作家たちと悩みながら完成させました。NCTであるだけに完璧なパフォーマンスでありながら、NCT WISHだけの清涼感を表現しています。 | 」 |
| —プロデューサー・BoA（韓国での記者会見より） | |    |

## プロモーション

### 予告編
- 1月18日、コンセプト映像「WISH for Our WISH」を公開した。
新しい出発点に立ったNCT WISHの姿を表現しており、雨の中をはしゃぎ回るメンバーたちの天真爛漫で純粋な魅力が夢幻的な映像美と調和している[15]。
- 2月14日より、予告イメージ「Let’s WISH it up」を公開した。
- 2月19日より、予告イメージ 「City of WISH」を公開した。
- 2月19日、サンプラー映像「Our WISH is in this city」を公開した。
- 2月24日、ミュージックビデオのコンセプト映像「Welcome to Cupid Scouting Society!」を公開した。
NCT WISHのメンバーたちが愛のキューピッドになるために訓練を受けるというストーリー[16]。
- 2月27日より、バラエティコンテンツ「Be My Cupid」を公開した。

### ミュージックビデオ
- 2月28日、タイトル曲「WISH」の韓国語版と日本語版のミュージックビデオが公開された。
人々の願いと愛を叶えてあげようとする新米キューピッドの物語を描いたシネマチックな映像となっている[17]。
ミュージックビデオは、スペイン・バルセロナで全編撮影された[18]。
- 3月2日、タイトル曲「WISH」パフォーマンスビデオを公開した。
キューピッドコンセプトに合わせた白い衣装と神殿を連想させるステージが印象的な映像となっている[19]。

### イベント
- 3月4日、ソウル・ブルースクエアにて、デビュー記念ショーケース「NCT WISH's WISHLIST」を開催した。
デビュー曲「WISH」のステージを披露したほか、デビューの感想やアルバムの準備過程、およびビハインドエピソード、活動しながら達成したいウィッシュリストを共に作るコーナーなどでファンとデビューを記念した[20]。ショーケースの模様は、YouTubeやWeverse、TikTokなどを通じて生配信された[20]。

### テレビ出演
- 2月21日・22日、東京ドームにて開催された「SMTOWN LIVE 2024 SMCU PALACE @TOKYO」に出演し、デビューステージを披露した[21]。
- 2月24日、NHK総合『Venue101』に出演し、タイトル曲「WISH」を披露した[22]。
- 3月2日、日本テレビ『バズリズム02』に出演し、タイトル曲「WISH」を披露した[22]。
- 3月3日、テレビ東京『超音波#』に出演し、タイトル曲「WISH」を披露した。
- 3月7日より、Mnet『M COUNTDOWN』を皮切りに、韓国の音楽番組に出演し「WISH」「Sail Away」を披露した[23]。
- 3月19日、テレビ東京『あのちゃんの電電電波♪』に出演し、タイトル曲「WISH」を披露した[24]。

## 収録曲
1. WISH [3:06]
  - 作詞：KENZIE（英語版）、jeanjinn jane
  - 日本語詞：h.toyosaki
  - 作曲：dress、KENZIE、Heon Seo、George Gershwin、Ira Gershwin
  - 編曲：KENZIE、dress

オールドスクール・ヒップホップをベースにしたミディアムテンポのダンスナンバー[25]。
歌詞には、今から始まる新しい未来に「WISH」を込めて前に進む、NCT WISHの抱負を盛り込んだ[25]。
タイトル「WISH」にちなんだ、願い事を祈るポイントダンスが取り入れられている[22]。
イントロでは、ザ・シンガーズ・アンリミテッド「Love Is Here To Stay」をサンプリングしている[26]。
2. Sail Away [3:26]
  - 作詞：조윤경
  - 日本語詞：MEG.ME
  - 作曲：Moa "Cazzi Opeia" Carlebecker、Emily Yeonseo Kim、Sonny J Mason
  - 編曲：Sonny J Mason

明るいメロディーとエキゾチックなサウンドが調和したポップジャンルの楽曲[27]。
歌詞には、これから繰り広げられる未来へのときめきと期待を「航海」にたとえ、「夢をつかみ取りたい」という願いが込められており、強烈なラップと豊かなボーカルのハーモニーが爽やかな雰囲気を醸し出している[27]。

## チャート成績
- 3月1日付のオリコンデイリーシングルランキングにて、1位を獲得した[28]。
- レコチョクのデイリーランキングでも1位を獲得し、中国QQミュージックの日本ミュージックビデオチャートで週間1位を記録した[28][29]。
- iTunesのトップアルバムチャートでは、日本・スペイン・ブラジル・チリ・ベラルーシ・ペルー・フィリピンなど7ヵ国で1位を獲得し、14の国と地域でTOP10にランクインした[29]。
- 4月10日、日本盤が日本レコード協会からゴールド認定を受けた[1]。

## リリース

### 配信
| リリース日    | レーベル                   | 規格                   |
| ------------- | -------------------------- | ---------------------- |
| 2024年2月28日 | avex trax                  | デジタル・ダウンロード |
| 2024年2月28日 | カカオエンターテインメント | デジタル・ダウンロード |

### 日本盤
| リリース日    | レーベル  | 規格 | 規格品番                        |
| ------------- | --------- | ---- | ------------------------------- |
| 2024年2月28日 | avex trax | CD   | AVCK-43330 （通常盤）           |
| 2024年2月28日 | avex trax | CD   | AVCK-43324/9 （初回生産限定盤） |

### 韓国盤
| リリース日    | レーベル                   | 規格                 | 商品番号                      |
| ------------- | -------------------------- | -------------------- | ----------------------------- |
| 2024年3月4日  | カカオエンターテインメント | CD                   | L700001409 （Photobook ver.） |
| 2024年3月11日 | カカオエンターテインメント | ミュージック・カード | L700001410 （WICHU ver.）     |

## 音楽番組首位
| 放送日        | 放送局    | 番組名            |
| ------------- | --------- | ----------------- |
| 2024年3月12日 | SBS M     | 『THE SHOW』      |
| 2024年3月13日 | MBC MUSIC | 『SHOW CHAMPION』 |